# 島川崇
島川 崇（しまかわ たかし、1970年-）は日本の観光学者。神奈川大学教授。

## 略歴
- 1970年 - 愛媛県松山市に生まれる
- 1993年 - 国際基督教大学卒業
  - その後日本航空社員を経て、松下政経塾へ入塾
- 2001年 - 参議院議員選挙愛媛県選挙区に立候補するも落選する
- 2009年 - 東洋大学国際地域学部国際観光学科准教授に就任する
- 2016年 - 同大学国際地域学部国際観光学科教授就任
- 2020年 - 神奈川大学国際日本学部国際文化交流学科教授就任

## 著書
- 『観光につける薬』（同友館 2002年）
- 『航空会社と空港の福祉的対応』（福祉工房 2008年）
- 『観光と福祉』(共著) (成山堂書店　2019年)
- 『観光学概論』(ミネルヴァ書房　2020年)